# Mark Bailey
Mark David Bailey (Castleford, 21 novembre 1960) è un ex rugbista a 15 e storico britannico, da giocatore tre quarti ala internazionale per l'Inghilterra con cui prese parte alla Coppa del Mondo di rugby 1987; intrapresa la carriera accademica è professore di storia del basso medioevo all'Università dell'East Anglia di Norwich e, dal 2011, rettore della St. Paul's School di Londra.

## Biografia
Nativo di Castleford, all'epoca in Yorkshire e attuale West Yorkshire, Bailey entrò all'Università di Cambridge nel 1978 per i suoi studi in storia ed ebbe un periodo di perfezionamento all'Università di Durham.
Rappresentò Cambridge in quattro Varsity Match, scendendo in campo come capitano in quello del 1982; nel 1984 fu a Londra ingaggiato dagli Wasps con cui vinse il campionato inglese nella stagione 1989-90.
L'esordio internazionale avvenne a Port Elizabeth il 2 giugno 1984 contro il Sudafrica durante il tour della Nazionale inglese in tale Paese; disputò una settimana più tardi il suo secondo test match internazionale sempre contro gli Springbok, poi per tre anni non fu più convocato, ma fu incluso nella rosa che prese parte alla Coppa del Mondo di rugby 1987 in cui disputò un solo incontro, con gli Stati Uniti.
Il suo ultimo impegno internazionale fu nel Cinque Nazioni 1990, poi a fine stagione, dopo vinto il titolo inglese con gli Wasps, si ritirò dall'attività rugbistica a trent'anni per dedicarsi alla carriera accademica e successivamente anche ricoprire in seno alla Federazione rugbistica inglese l'incarico di consigliere in quota giocatori.
Fino al 1999 fu conferenziere in Storia del Basso Medioevo a Cambridge, per poi divenire preside di un istituto superiore femminile di Leeds senza mai avere avuto pregresse esperienze di insegnamento scolastico.
Divenuto docente presso l'Università dell'East Anglia a Ipswich, dal 2011 è anche preside della St Paul's School di Londra, una delle maggiori scuole superiori private del Regno Unito.
In tale veste, in un'intervista al Financial Times Bailey si è dichiarato favorevole alle proposte del governo guidato da David Cameron di agevolare l'accesso alle scuole private anche ai giovani provenienti da famiglie indigenti, nell'ottica di allargare la base da ammettere all'istruzione di alto livello.
Da storico ha pubblicato diversi saggi sull'economia inglese del basso Medioevo.

## Palmarès
- Premiership: 1
Wasps: 1989-90